# 浮洋镇
浮洋镇是中华人民共和国广东省潮州市潮安县下的镇级行政单位，距潮州市区约12公里，面积为38.5平方公里。境内有青麻山与乌洋山。辖徐陇、斗文、花宫、大吴、高义、韦骆、福洞、桥湖、井里、潘吴、新安、东巷、胜联、木井、新丰、桃李陇、刘厝、下新安、林泉、乌洋、东边、陇美、乐桥、东陇、凤仪、草安、西郊、庵后、仙庭、深洋、颜厝、潘刘、三胜、浮洋洪巷、厦里美35个村；中兴、永大、和平、胜利4个居民委员会。镇内有国家示范性高中松昌中学。
浮洋镇原为低洼沼泽地区，在1067年潮州大地震时抬升为高地，浮洋因此得名。

## 行政区划
下辖以下地区：
永大社区、和平社区、胜利社区、中兴社区、徐陇村、陇美村、仙庭村、东陇村、东边村、庵后村、厦里美村、洪巷村、斗文村、井里村、桃李陇村、乐桥村、深洋村、花宫村、刘厝村、潘吴村、颜厝村、大吴村、新安村、下新安村、凤仪村、潘刘村、高义村、东巷村、林泉村、草安村、福洞村、乌洋村、西郊村、桥湖村、新丰村、三胜村、韦骆村、胜联村和木井村。